# Urszula Patocka-Sigłowy
Urszula Marta Patocka-Sigłowy – polska językoznawczyni, dr hab. nauk humanistycznych, profesor uczelni Instytutu Rusycystyki i Studiów Wschodnich, dziekan Wydziału Filologicznego Uniwersytetu Gdańskiego, od 2024 prorektor Uniwersytetu Gdańskiego.

## Życiorys
W 2003 r. obroniła pracę doktorską pt. Problemy przekładu wybranej terminologii Unii Europejskiej (na podstawie dokumentów w języku polskim, rosyjskim i angielskim), której promotorem była prof. Janina Bartoszewska, w 2020 r. habilitowała się na podstawie pracy zatytułowanej Komunikowanie polityczne w Rosji. Specyfika dyskursu prezydenckiego. Została zatrudniona na stanowisku adiunkta na Wydziale Ekonomicznym i Społecznym Sopockiej Szkole Wyższej i w Instytucie Filologii Wschodniosłowiańskiej na Wydziale Filologicznym Uniwersytetu Gdańskiego.
Jest profesorem uczelni w Instytucie Rusycystyki i Studiów Wschodnich i dziekanem na Wydziale Filologicznym Uniwersytetu Gdańskiego, a także członkiem Rady Dyscypliny Naukowej – Językoznawstwa Uniwersytetu Gdańskiego.
Była prodziekanem Wydziału Filologicznego Uniwersytetu Gdańskiego. Następnie dziekanem tego wydziału. W maju 2024 została powołana na stanowisko prorektora ds. studenckich UG.